# Economia do Tajiquistão
O Tajiquistão tem uma das menores rendas per capita dentre as 15 ex-repúblicas da União Soviética. Era o país mais pobre da Ásia Central na sequência de uma guerra civil ocorrida em 1991. Com receitas estrangeiras precariamente dependente das exportações de algodão e de alumínio, a economia é altamente vulnerável a choques externos. No ano fiscal de 2000, a assistência internacional permaneceu uma fonte essencial de apoio a programas de reabilitação que reintegraram ex-combatentes da guerra civil na economia civil, contribuindo assim para manter a paz. Também foi necessária a ajuda internacional para enfrentar o segundo ano de grave seca que resultou em um deficit contínuo de produção de alimentos. A economia do Tajiquistão cresceu substancialmente após a guerra. O PIB do Tajiquistão expandiu para uma taxa média de 9,6% durante o período de 2000-2004, de acordo com os dados do Banco Mundial. Isso melhorou a posição do Tajiquistão, entre outros países da Ásia Central (ou seja Turcomenistão e Uzbequistão), que se têm degradado economicamente, desde então. Em março de 2007, 57% dos cidadãos vivem abaixo da linha da pobreza.
O país ainda tem uma taxa de inflação moderada de em média 20% ao ano. A dívida externa é de 1300 milhões de dólares (est. 2007). Os principais parceiros comerciais continuam sendo os países da Ásia Central mais a República Popular da China, a Rússia e o Azerbaijão.

## Comércio exterior
Em 2020, o país foi o 145.º maior exportador do mundo (US $ 1,2 bilhões). Já nas importações, em 2020, foi o 143.º maior importador do mundo: US $ 3,1 bilhões.

## Setor primário

### Agricultura
O Tadjiquistão produziu, em 2019:
- 994 mil toneladas de batata;
- 836 mil toneladas de trigo;
- 701 mil toneladas de melancia;
- 641 mil toneladas de cebola;
- 491 mil toneladas de tomate;
- 403 mil toneladas de algodão;
- 369 mil toneladas de cenoura;
- 247 mil toneladas de uva;
- 242 mil toneladas de maçã;
- 235 mil toneladas de pepino;
- 232 mil toneladas de milho;
- 156 mil toneladas de cevada;
- 106 mil toneladas de arroz;

Além de produções menores de outros produtos agrícolas.

### Pecuária
Em 2019, o Tadjiquistão produziu 1 bilhão de litros de leite de vaca, 272 mil toneladas de carne bovina, 86 mil toneladas de carne de cordeiro, entre outros.

## Setor secundário

### Indústria
O Banco Mundial lista os principais países produtores a cada ano, com base no valor total da produção. Pela lista de 2019, o Tadjiquistão tinha a 145.ª indústria mais valiosa do mundo (US $ 0,78 bilhões).
O país produziu, em 2018, 14 mil toneladas de queijo de leite de cabra (10.º maior produtor do mundo); 15,7 mil toneladas de óleo de algodão (24.º maior produtor do mundo); e 7,5 mil toneladas de lã (36.º maior produtor do mundo).

### Mineração
Em 2019, o país era o 2.º maior produtor mundial de mercúrio; 3.º maior produtor mundial de antimônio; e o 11.º maior produtor mundial de chumbo.
Na produção de ouro, em 2016 o país produziu 7 toneladas, e em 2017 o país produziu 5,5 toneladas.
Na produção de prata, em 2017 o país produziu 3 toneladas.

### Energia
Nas energias não-renováveis, em 2020, o país era o 92.º maior produtor de petróleo do mundo, com uma produção quase nula. Em 2011, o país consumia 20 mil barris/dia (127.º maior consumidor do mundo)  Em 2017, o Tadjiquistão era o 91.º maior produtor mundial de gás natural, com uma produção quase nula. Em 2015 o país era o 108.º maior consumidor de gás. O país produzia cerca de 30 mil toneladas de carvão anuais em 2007. A indústria de processamento de alumínio do Tajiquistão depende inteiramente do minério importado.
Nas energias renováveis, em 2020, o Tadjiquistão não tinha energia eólica nem energia solar.